# Jan Christian Heunis
Jan Christian Heunis (Uniondale, 20 april 1927 – Somerset West, 27 januari 2006) was een Zuid-Afrikaans advocaat en politicus.
Heunis bekleedde diverse ministersposten in kabinetten onder leiding van John Vorster en Pieter Willem Botha. In 1989 was hij gedurende twee maanden president ad interim van Zuid-Afrika. Hij werd opgevolgd door Frederik Willem de Klerk.
- Gemeinsame Normdatei: 170265013
- International Standard Name Identifier: 0000 0000 2346 0764
- Library of Congress Control Number: n83216669
- Nationale Bibliotheek van Israël: 987007444346605171
- Virtual International Authority File: 60467850
- WorldCat: E39PBJgd3vvkrR8pfRjtcMmDbd

Staatspresidenten: Charles Robberts Swart · Theophilus Dönges · Jozua François Naudé (a.i.) · Jacobus Johannes Fouché · Johannes de Klerk (a.i.) · Nicolaas Johannes Diederichs · Marais Viljoen (a.i.) · Balthazar Johannes Vorster · Marais Viljoen · Pieter Willem Botha · Jan Christian Heunis (a.i.) · Frederik Willem de Klerk
Presidenten: Nelson Mandela · Thabo Mbeki · Kgalema Motlanthe · Jacob Zuma · Cyril Ramaphosa